# 台州市垃圾分类公众教育学院
台州市垃圾分类公众教育学院（又称台州垃圾分类公众教育学院、“拉风学院”）是一所成立于2019年7月的学院，负责垃圾分类的培训、策划、宣传、研究，是一个将线上和线下相结合的综合性平台。该学院承接垃圾分类业务的培训，并招募培养垃圾分类讲师梯队，开展垃圾分类相关的课题研究和科研计划。该学院由台州市生活垃圾分类办公室和台州广播电视大学联合成立，是中国首家垃圾分类公益性专业机构。

## 背景
德国的垃圾分类体系被称为“全世界最成功的垃圾分类回收体系”，而垃圾分类的工作是由政府、社会机构、市民组成的“黄金三角”协力推进，其中社会机构起到了重要作用。德国人口约八千万人，其中从事公益的有200万人，而他们大多从事的就是环境保护类的工作（如垃圾分类）。而在台州市垃圾分类公众教育学院成立之前，中国尚无类似的社会机构，即垃圾分类公益性专业机构。台州市垃圾分类公众教育学院就是从这一体系中受到启发。
在台州，每天产生生活垃圾的重量达6700多吨，垃圾处理以焚烧和填埋两种模式为主，垃圾分类工作急需达到精细化、专业化、高效化的程度。而2019年，住建部表示将计划投入213亿元，到2020年年底在46个重点城市试点，基本建成垃圾分类处理系统。学院成立的同一天，《上海市生活垃圾管理条例》正式开始实施。

## 历史
2018年底，台州市生活垃圾分类办公室（简称“台州市分类办”）提出创建垃圾分类公众教育学院的初步构想，并进行试运行，时长达半年。半年间，学院内部已举办32次业务培训会，培养市级讲师60名、县（市、区）级讲师482人。
2019年7月1日9时，台州市垃圾分类公众教育学院成立新闻发布会在台州广播电视大学（简称“台州电大”）学术报告厅召开，并正式揭牌。该学院由台州市分类办和台州电大联合成立。这是一个集垃圾分类的培训、策划、宣传、研究于一体，并将线上和线下相结合的综合性平台。两家机构中，前者负责培养讲师、设置课程、编写教材、拨付经费；后者提供授课教室、办公场所、网络直播平台。
该学院取“垃圾分类”的第一个字和第三个字谐音，取别名“拉风学院”。首任院长为朱立国，他也是台州市分类办主任。

## 研究
该学院承接垃圾分类业务的培训，并招募培养垃圾分类讲师梯队，开发培训网络直播课程。若想参加培训，在微信公众号“台州生活垃圾分类”后台留言即可。课题研究方面，在多个课题上已取得突破性进展，如“餐厨垃圾黑水虻生物技术集约化规模化处理”、“建筑垃圾资源化利用泥浆固化技术应用”等，通过研究成果指导企业实现产业化。另外，该学院还研究制定了垃圾分类相关行业规范，如编制了全国首个建筑泥浆固化行业标准。
未来，该学院将开展科研计划，成立“城市垃圾处置”和“资源化利用”多个专项课题并攻关研究，如和德国企业对接建筑垃圾资源化利用先进装备制造产业在台州的落地等。